# (16483) 1990 QX8
A (16483) 1990 QX8 a Naprendszer kisbolygóövében található aszteroida. Eric Walter Elst fedezte fel 1990. augusztus 16-án.